# Nototriche pulvilla
Nototriche pulvilla är en malvaväxtart som beskrevs av Arthur William Hill. Nototriche pulvilla ingår i släktet Nototriche och familjen malvaväxter. Inga underarter finns listade i Catalogue of Life.